# بوت (آلاباما)
بوت (به انگلیسی: Booth) یک منطقهٔ مسکونی در ایالات متحده آمریکا است که در آلاباما واقع شده‌است. بوت ۸۵٫۹۵ متر بالاتر از سطح دریا واقع شده‌است.